# Battaglia di Gembloux (1578)
La battaglia di Gembloux fu uno scontro combattuto nell'ambito della guerra degli ottant'anni che si svolse il 31 gennaio 1578 presso la città di Gembloux, nel Brabante (attuale Belgio). Lo scontro coinvolse le forze spagnole guidate da don Giovanni d'Austria, governatore generale dei Paesi Bassi spagnoli, e l'esercito ribelle composto da olandesi, fiamminghi, inglesi, scozzesi, tedeschi, francesi e valloni comandati dal generale Antoine de Goignies, Il 31 gennaio 1578 la cavalleria spagnola al comando del nipote di Giovanni, Alessandro Farnese, duca di Parma, respinse la cavalleria olandese causando panico e molte perdite tra le truppe ribelli. Il risultato fu una schiacciante vittoria per le forze spagnole. La battaglia affrettò la disintegrazione dell'unità delle province ribelli, e segnò la fine all'Unione di Bruxelles.

## Antefatto
Dopo il sacco di Anversa ad opera degli spagnoli ammutinati il 4 novembre 1576, cattolici e protestanti dei Paesi Bassi conclusero la pacificazione di Gand con l'intento di espellere le truppe spagnole dall'area. Già dall'aprile del 1577, infatti, i tercios spagnoli si erano ritirati verso l'Italia dopo la firma dell'Editto Perpetuo ad opera del governatore generale dei Paesi Bassi Spagnoli, don Giovanni d'Austria, fratellastro di Filippo II di Spagna e vincitore della battaglia di Lepanto.
Ad ogni modo, nell'estate del 1577, don Giovanni d'Austria (all'insegna del motto In hoc signo vici Turcos, in hoc vincam haereticos) iniziò a pianificare una nuova campagna militare contro i ribelli dei Paesi Bassi e nel luglio del 1577 conquistò la cittadella di Namur cogliendo i locali di sorpresa, senza combattere. Questa decisione destabilizzò il delicato equilibrio raggiunto tra cattolici e protestanti. Dal dicembre del 1577, Giovanni d'Austria si pose di base in Lussemburgo e ricevette ulteriori rinforzi dalla Lombardia spagnola: circa 9000 uomini al comando di Alessandro Farnese, futuro duca di Parma, oltre a 4000 uomini dal ducato di Lorena al comando di Peter Ernst, conte di Mansfeld, ed a gruppi di valloni dal Lussemburgo e dalla contea di Namur. Al gennaio del 1578, don Giovanni aveva al proprio comando tra i 17 000 ed i 20 000 uomini.
L'Unione di Bruxelles aveva a propria disposizione 25 000 combattenti, ma queste truppe erano male equipaggiate e molto diversificate al loro interno (composte da olandesi, fiamminghi, inglesi, scozzesi, valloni, tedeschi e francesi) per quanto perlopiù calviniste.

## La battaglia
Negli ultimi giorni di gennaio del 1578, l'esercito dei Paesi Bassi si trovava accampato tra Gembloux e Namur. L'esercito era in pessimo stato, con molti malati. I suoi generali, George van Lalaing, Philip de Lalaing, Robert de Melun e Valentin de Pardieu, erano assenti in quanto avevano deciso di presenziare al matrimonio del barone di Beersel con Marguerite de Mérode a Bruxelles. Il comando dell'esercito venne affidato quindi a Antoine de Goignies, signore di Vendege. Altri notabili comandanti dell'esercito olandese erano Maximilien de Hénin-Liétard, Maarten Schenk van Nydeggen (che passerà poi agli spagnoli), Emanuel Philibert de Lalaing, Filippo di Egmont, Guglielmo II di La Marck e Charles Philippe de Croÿ.
Quando De Goignies seppe che l'esercito spagnolo stava avvicinandosi a Namur, decise di ritirarsi in direzione di Gembloux.

### L'azione del duca di Parma

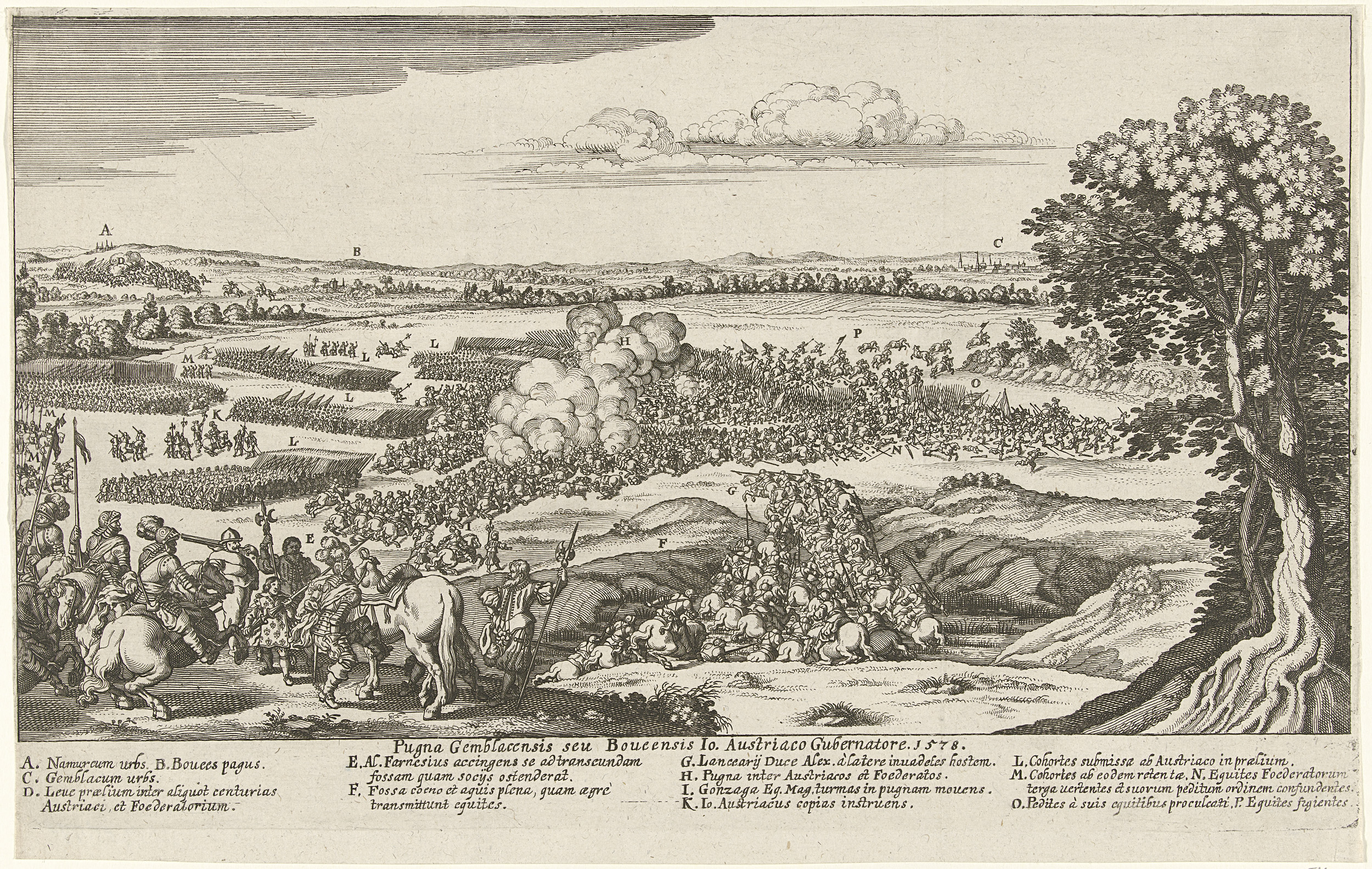
La Battle of Gembloux, incisione di Johann Wilhelm Baur

All'alba del 31 gennaio, l'esercito spagnolo marciava in direzione dei ribelli olandesi con la cavalleria al comando di Ottavio Gonzaga in prima posizione, seguita da moschettieri e fanti comandati da don Cristóbal de Mondragón, e poi il grosso dell'esercito al comando di don Giovanni d'Austria e da Alessandro Farnese. La retroguardia era composta dalle truppe comandate dal conte di Mansfeld.
La cavalleria spagnola attraversò il fiume Mosa e prese contatto con la retroguardia dell'esercito nemico. Col grosso del proprio esercito ancora a sud della Mosa, Giovanni inviò dei messaggi alla sua cavalleria, comandata ora da Alessandro Farnese, affinché non si avvicinasse troppo al nemico sino all'arrivo del resto delle truppe. Ma Alessandro, vedendo lo stato penoso delle truppe olandesi e dietro consiglio di Mondragón e Gonzaga, pensò di cogliere di sorpresa il nemico dando l'ordine di caricare. Dopo diversi scontri con la cavalleria spagnola, la cavalleria olandese, posta a protezione della retroguardia delle proprie forze, abbandonò l'esercito causando panico tra il resto delle truppe. Il risultato fu una vittoria schiacciante per la forza di cavalleria guidata dal Parma, che massacrò molti soldati nemici.

### La distruzione dell'esercito olandese
L'esercito olandese tentò di raggrupparsi, ma un cannone al seguito esplose a causa di una fiamma libera vicino alle munizioni e questo portò ad ulteriori morti ed a panico diffuso. Nel frattempo, parte delle truppe ribelli (in gran parte olandesi e scozzesi) guidate dal colonnello Henry Balfour, tentarono di prendere posizioni difensive, ma dovettero ritirarsi di fronte ai moschettieri ed ai picchieri guidati da Giovanni d'Austria, Mondragón e dal Gonzaga. La vittoria spagnola fu completa, De Goignies venne fatto prigioniero assieme a gran parte dei suoi ufficiali, ed a 34 bandiere reggimentali oltre a tutta l'artiglieria ed al treno bagagli dell'esercito olandese. Centinaia furono i soldati fatti prigionieri. Le perdite spagnole furono minime, nell'ordine di 12 tra morti e feriti. Circa 3000 uomini raggiunsero Gembloux e chiusero i cancelli della città, ma dopo i negoziati anche questi dovettero arrendersi agli spagnoli il 5 febbraio e la città venne risparmiata così dal saccheggio.

## Conseguenze

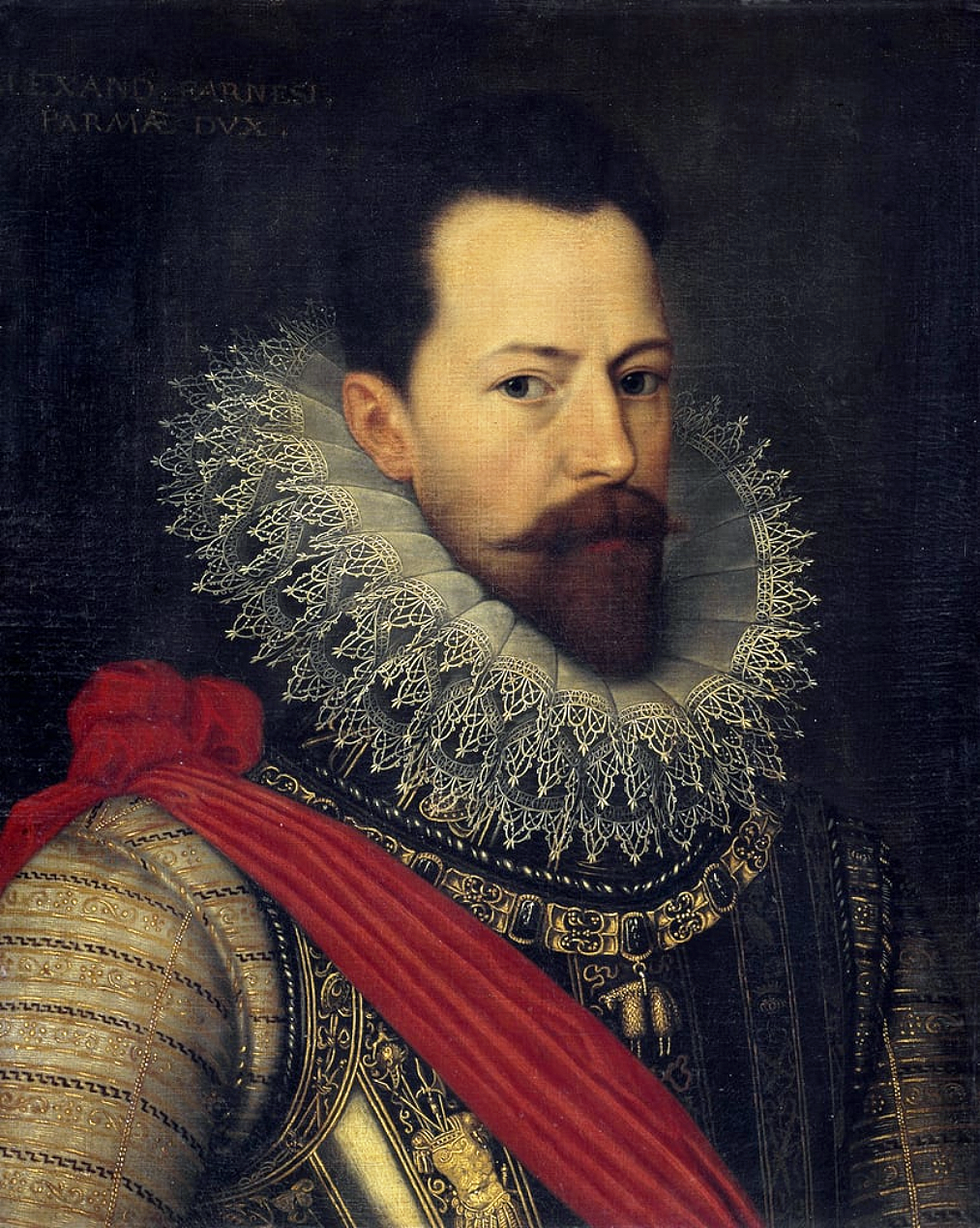
Ritratto di Alessandro Farnese eseguito da Otto van Veen

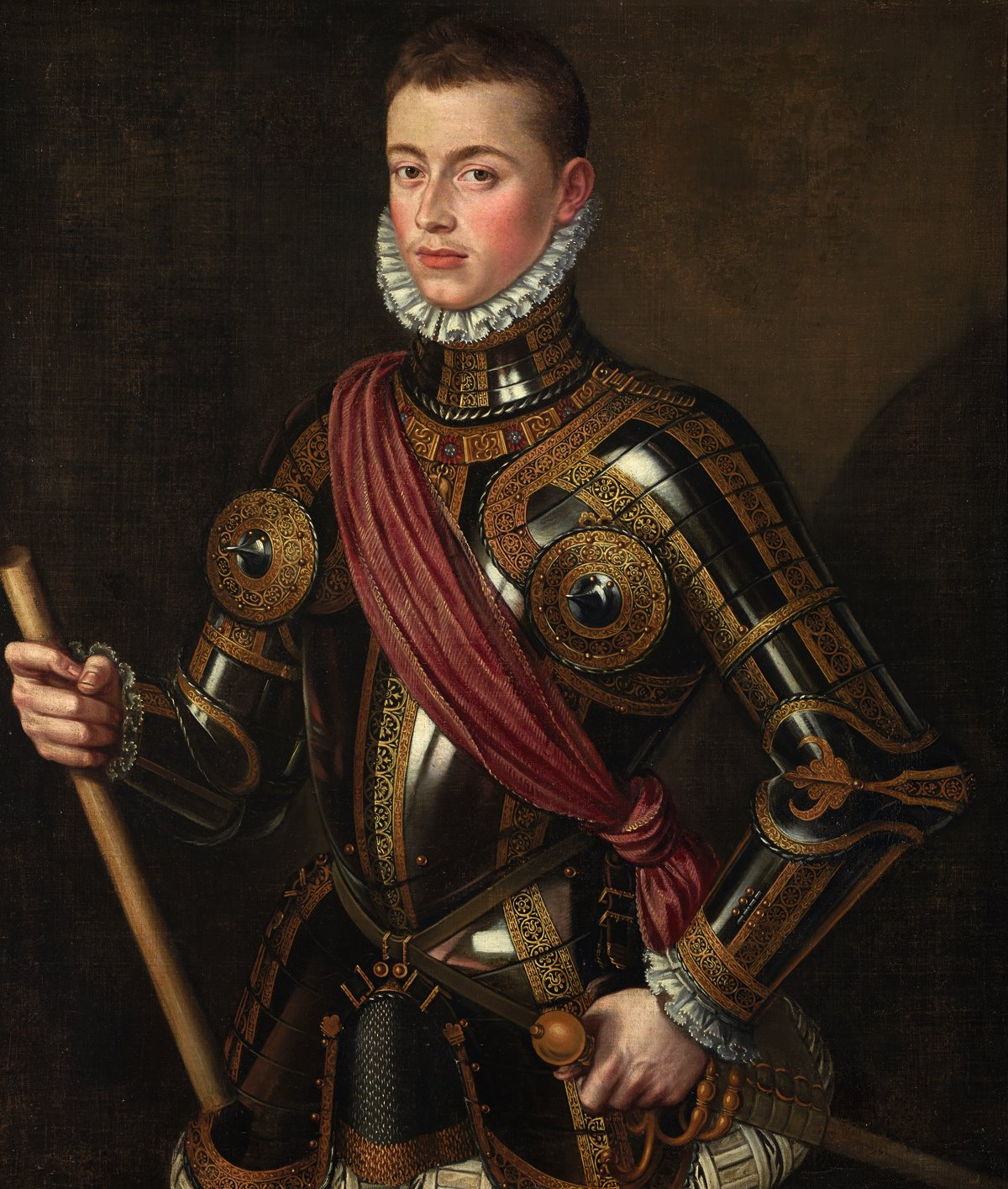
Ritratto di don Giovanni d'Austria, governatore generale dei Paesi Bassi spagnoli.

La sconfitta subita a Gembloux costrinse Guglielmo d'Orange, capo della rivolta, a lasciare Bruxelles, assieme al suo governatore Mattia d'Austria (futuro imperatore) che aveva accettato la posizione di governatore generale offertagli dagli stati generali, per quanto non riconosciuto da suo zio Filippo II di Spagna. La vittoria id Giovanni pose fine anche all'Unione di Bruxelles, e portò alla disintegrazione dell'unità delle province ribelli.
Giovanni morì nove mesi dopo la battaglia (probabilmente di tifo), il 1º ottobre 1578, e venne succeduto dal Farnese come governatore generale (ultimo desiderio di Giovanni che Filippo II sottoscrisse) come capo dell'esercito spagnolo che riconquistò gran parte dei Paesi Bassi negli anni successivi.
Il 6 gennaio 1579 le province leali alla monarchia spagnola siglarono l'Unione di Arras per scopi difensivi, esprimendo la loro lealtà a Filippo II e riconoscendo il duca di Parma quale governatore generale dei Paesi Bassi spagnoli. Per contro, le province protestanti siglarono l'Unione di Utrecht.